# Globus

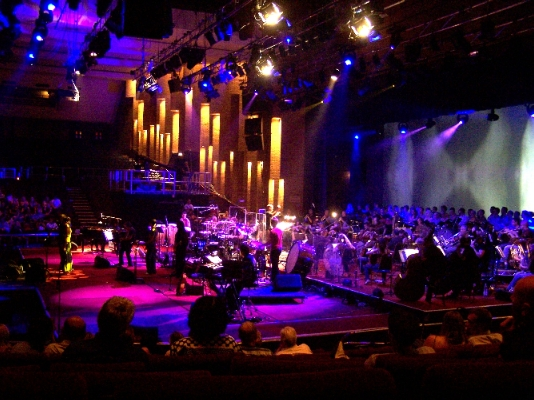
Globus tijdens hun première in Londen

Globus is een band en platenlabel van Immediate Music, een Amerikaans bedrijf dat gespecialiseerd is in het componeren van muziek voor film- en televisietrailers. Globus is gestart in 2006 als reactie op het groeiend aantal verzoeken bij Immediate Music om hun onderscheidende, opzwepende orkestrale stijl beschikbaar te stellen voor een breder publiek.
De band wordt geleid door de componisten Yoav Goren en Jeffrey Fayman, waarbij de laatste als arrangeur een centrale rol heeft. De bezetting van de band, die het beste omschreven kan worden als "epic rock band", bestaat uit een mix van medewerkers van Immediate Music en gastmusici- en zangers.
Globus' wereldpremière vond plaats op 26 juli 2006 in Wembley, Londen. In augustus van dat jaar werd het bijbehorende debuutalbum Epicon uitgebracht in het Verenigd Koninkrijk. De Nederlandse zangeres Anneke van Giersbergen schreef onder andere mee aan de tekst van "Mighty Rivers Run" en zong het duet in "Diem ex Dei" met Christine Navarro.
Twee jaar later kwam het studioalbum ook uit in de VS. De "Live at Wembley"-dvd werd op 29 juli 2008 beschikbaar voor verkoop. In februari 2010 bracht Globus een live-album uit genaamd "EPIC LIVE!" na het succes van Trailer Music Live, dat eerder dat jaar werd gehouden.
Het tweede studio-album, Break From This World, kwam uit op 26 augustus 2011. De track "Wyatt Earth" van dat album is tegelijk als single uitgebracht.